# ولوو کانستراکشن اکوئیپمنت
ولوو کانستراکشن اکوئیپمنت یا ولوو سی‌ئی، یک شرکت بزرگ بین‌المللی است که در زمینه تجهیزات و ماشین‌آلات ساخت‌وساز، ماشین‌آلات معادن، لیفتراک‌ها و صنایع مرتبط با آن، مانند موتور دیزل، به تولید، توسعه و فروش می‌پردازد. این شرکت، بخش تابعه‌ای از گروه ولوو است.
ولو سی‌ئی ماشین‌آلات خود را تحت چهار نام تجاری: ولوو، SDLG ،Blaw-Knox و تیرکس عرضه می‌کند.

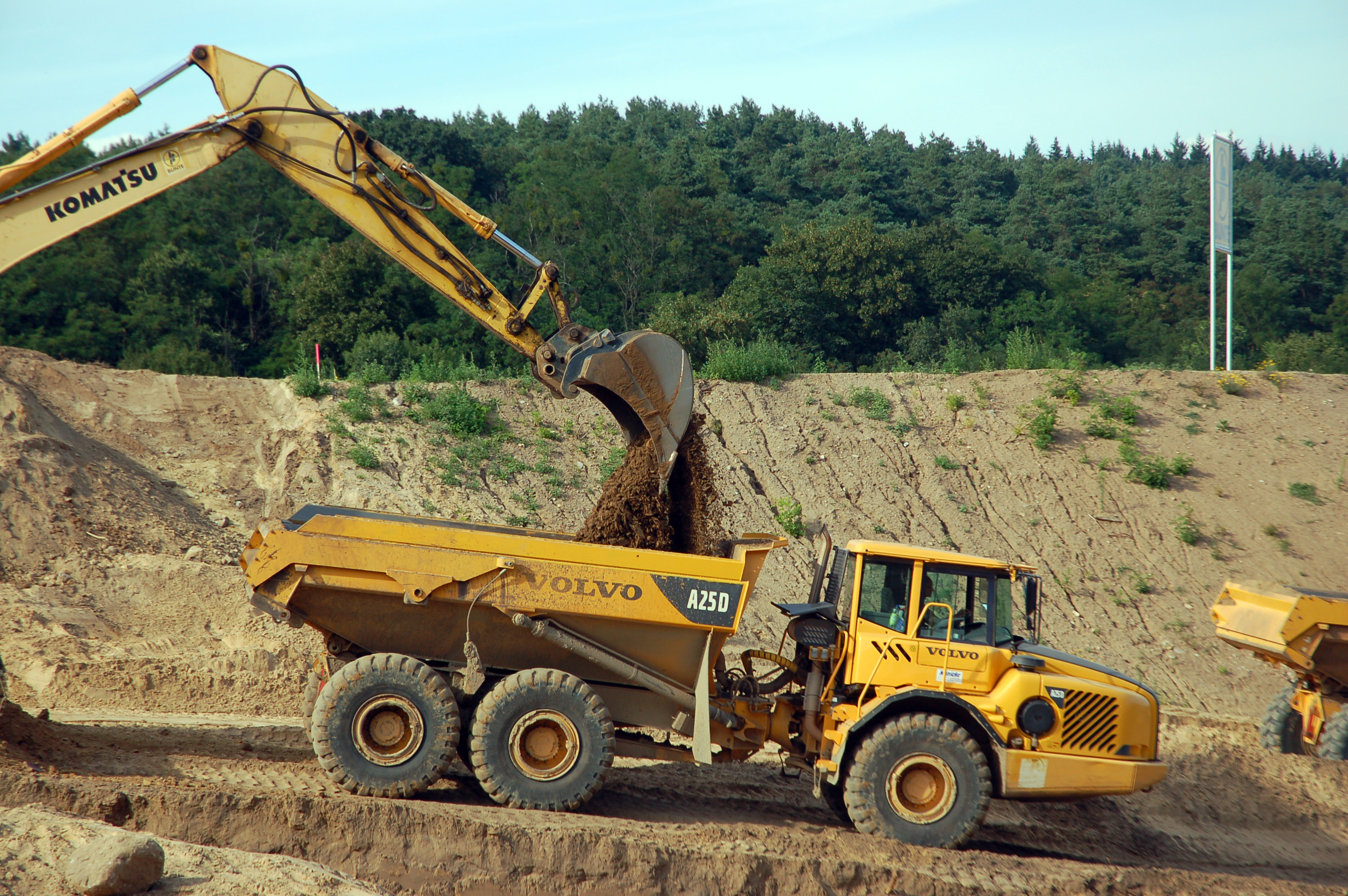
ولوو A25D